# Mazda Xedos 9
Mazda Xedos 9 – samochód osobowy klasy średniej-wyższej produkowany przez japońską firmę Mazda w latach 1993–2003, w 2000 przeprowadzono facelifting. Następca modelu 929. Dostępny jako 4-drzwiowy sedan. Do napędu używano silników V6 o pojemności: 2,0, 2,3 oraz 2,5 litra, osiągały one moc 143-211 KM (105-155 kW). Napęd przenoszony był na oś przednią poprzez 4-biegową automatyczną lub 5-biegową manualną skrzynię biegów.

## Dane techniczne (V6 2.5)
Źródło:

### Silnik
- V6 2,5 l (2497 cm³), 4 zawory na cylinder, DOHC
- Układ zasilania: wtrysk EFi
- Średnica cylindra × skok tłoka: 84,50 mm × 74,20 mm
- Stopień sprężania: 9,2:1
- Moc maksymalna: 167 KM (120 kW) przy 6000 obr./min
- Maksymalny moment obrotowy: 212 N•m przy 5000 obr./min

### Osiągi
- Przyspieszenie 0-100 km/h: b/d
- Prędkość maksymalna: 245 km/h
- Średnie zużycie paliwa: 10,7 l / 100 km

## Galeria

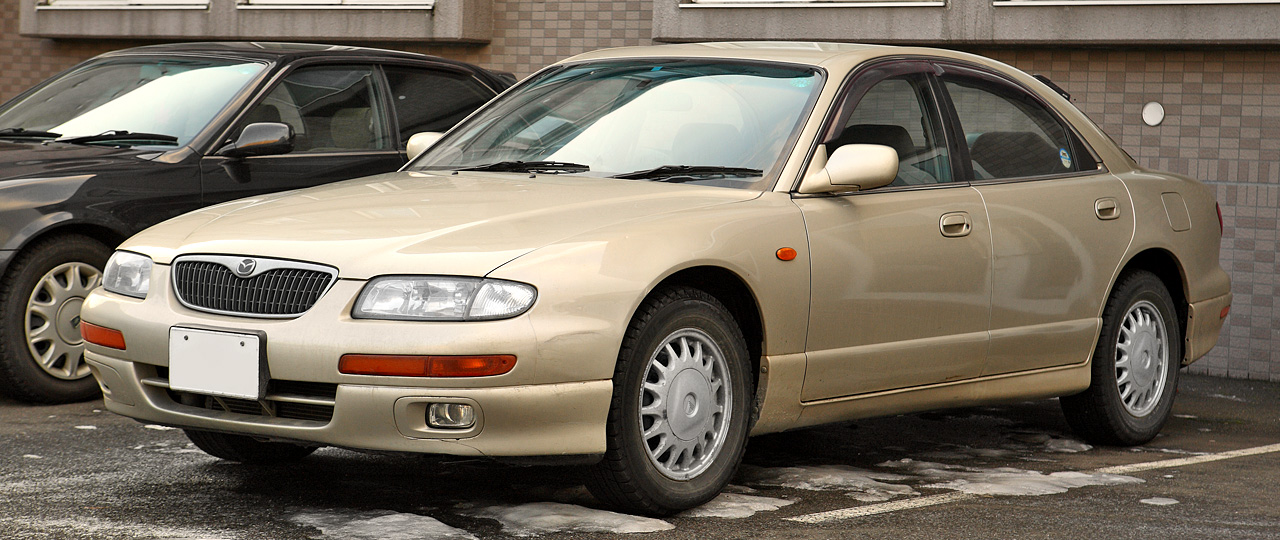
Eunos 800
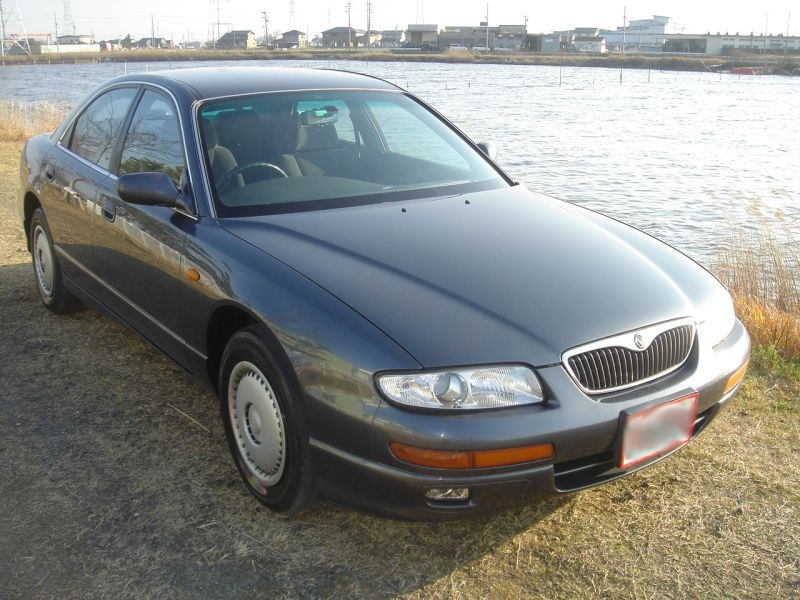
Eunos 800
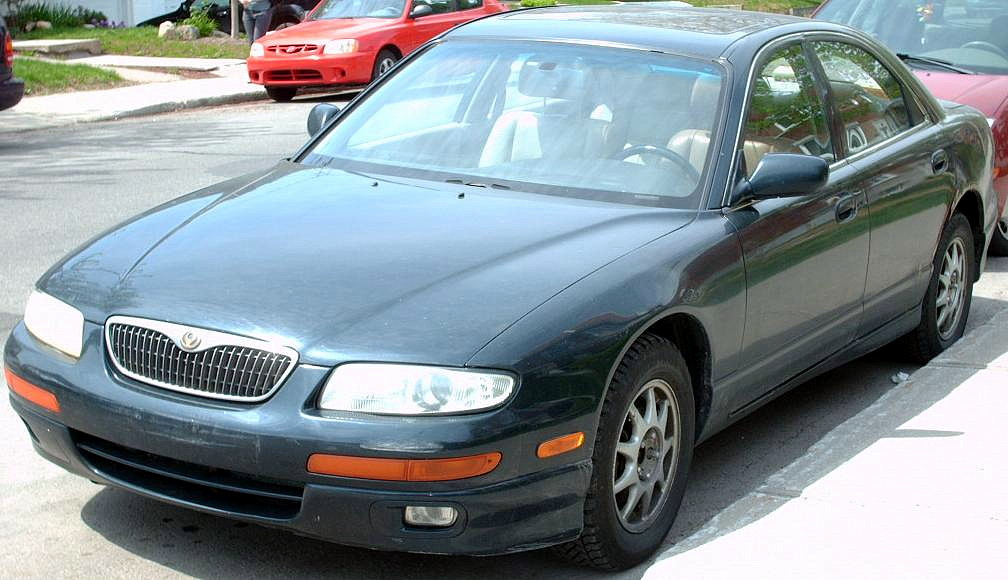
'95-'97 Mazda 4 I
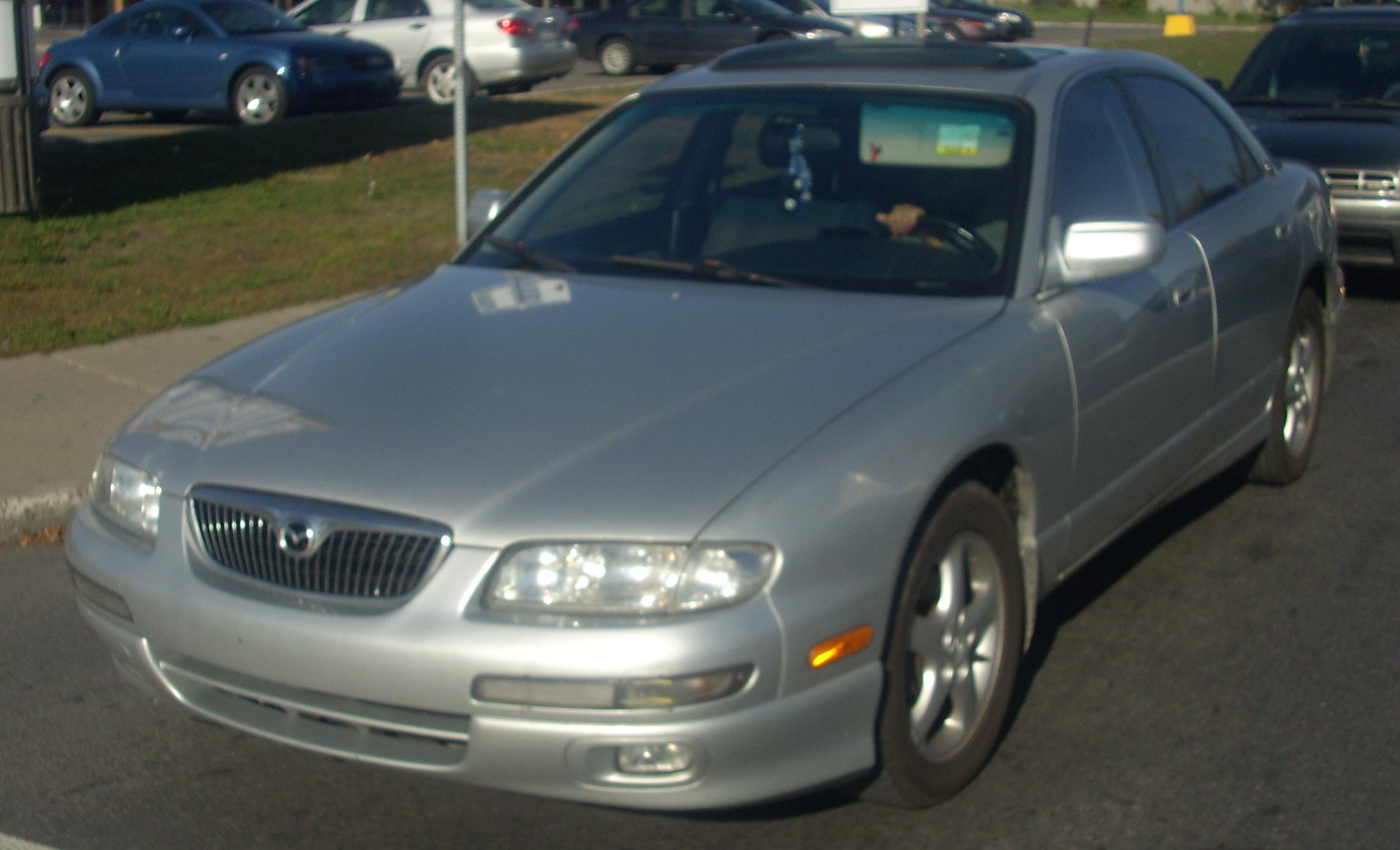
'00 Mazda 4 I